# Thuidium occultissimum
Thuidium occultissimum là một loài Rêu trong họ Thuidiaceae. Loài này được (Müll. Hal.) Paris miêu tả khoa học đầu tiên năm 1900.